# Protone
Il protone è una particella subatomica dotata di carica elettrica positiva, formata da due quark up e un quark down uniti dalla interazione forte e detti "di valenza" in quanto ne determinano quasi tutte le caratteristiche fisiche.
Costituisce il nucleo atomico assieme al neutrone, con il quale si trasforma continuamente mediante l'emissione e l'assorbimento di pioni virtuali. In quanto formato da quark appartiene alla famiglia degli adroni, in particolare al gruppo dei barioni, e avendo spin semi-intero è un fermione. Oltre che legato dall'interazione forte nel nucleo atomico, può trovarsi libero, stato nel quale è fra le particelle più stabili esistenti, con una vita media stimata τ > 3,6×1029 anni, miliardi di miliardi di volte la stima attuale dell'età dell'universo (1,37x1010 anni).

## Scoperta ed etimologia
Scoperto da Ernest Rutherford nel 1919, il nome "protone" venne introdotto nel 1920 dallo stesso Rutherford come "proton" (in inglese), basandosi sul termine πρῶτον (pròton) del greco antico, un superlativo di genere neutro che significa "che è dinanzi a tutti, il primo". Il termine inglese "proton" è stato importato in italiano aggiungendovi una -e finale (e spostamento di accento) per italianizzarne la forma; quindi, la parte finale "-one" di "protone" è parte della parola greca originale e non è qui un suffisso italiano accrescitivo. Il nome venne proposto da Fermi nel 1932 per l'allora "neutrone di Pauli" per differenziarlo dal "neutrone di Chadwick" (l'attuale neutrone). Esperimenti precedenti, fra cui quelli condotti dai fisici Eugen Goldstein e Wilhelm Wien, avevano già messo in luce l'esistenza nei raggi canale di particelle con carica positiva.

## Caratteristiche generali

Confronto tra le masse di elettrone, protone e neutrone.

La massa a riposo del protone è pari a circa 1,6726231×10−27 kg (9,3828×102 MeV/c²), leggermente inferiore a quella del neutrone e circa 1836 volte superiore a quella dell'elettrone.
Il valore della carica elettrica del protone è uguale a quello dell'elettrone, ma di segno opposto (1,602×10−19 C). Negli atomi successivi all'idrogeno la forza repulsiva fra i protoni è attenuata dalla presenza dei neutroni e più che controbilanciata dalla forza nucleare forte che attrae i nucleoni fra loro.
Il momento magnetico del protone in unità di magnetone nucleare è pari a +2,793 μN: è stato possibile spiegare il valore anomalo del momento magnetico del protone solo grazie al modello a quark costituenti introdotto negli anni sessanta.
Viene anche definito un raggio classico del protone:
{\displaystyle r_{p}={\frac {1}{4\pi \varepsilon _{0}}}{\frac {e^{2}}{m_{p}c^{2}}}}
pari a 1,529×10−18 m, il quale però non ha un significato fisico ben definito. Infatti, sperimentalmente, la sua carica elettrica si distribuisce in una sfera di raggio medio pari a 0,833 ± 0,010 fm (8,33×10−16 ± 1,0×10−17 m). Il raggio del protone è cioè circa 60 000 volte più piccolo di quello dell'atomo libero di elio, che è di circa 50 pm. Per avere un'idea della sua dimensione, si può considerare che il diametro di un capello umano è circa diecimila miliardi di volte maggiore di quello di un protone, oppure che il puntino di una i potrebbe contenerne circa 500 miliardi, seppure mediamente molto distanziati fra loro.

## Proprietà chimiche
Il nucleo del più comune isotopo dell'idrogeno, il prozio, è costituito esclusivamente da un protone ed è rappresentato come H+. I nuclei degli altri atomi sono composti da neutroni e protoni tenuti insieme dalla forza forte, che contrasta efficacemente la repulsione coulombiana esistente fra cariche dello stesso segno.
Il numero di protoni nel nucleo, detto numero atomico, simbolo Z, è fondamentale in chimica in quanto definisce l'elemento chimico corrispondente a tale nucleo e determina, assieme al numero di elettroni presenti e la loro configurazione, la natura stessa di tale specie (atomo o ione) e le sue proprietà chimiche. Esempio: H, con un solo elettrone, è un radicale libero; la specie cationica H+ (idrone, 0 e) è un acido di Lewis e un ossidante; la specie anionica H− (idruro, 2 e) è una base di Lewis e un riducente.
In chimica e biochimica il termine viene usato quasi sempre impropriamente per riferirsi allo ione dell'idrogeno in soluzione acquosa (idrogenione), mentre in realtà il protone libero in soluzione acquosa non può esistere stabilmente in quanto troppo reattivo ed esiste invece lo ione molecolare covalente idrossonio, o semplicemente ossonio, H3O+. In questo contesto, secondo la teoria acido-base di Brønsted-Lowry, una specie molecolare capace di donare un protone ad un'altra è un acido e una capace di accettarne un protone da un'altra specie è una base.

### Il protone come acido di Lewis e precursore di acidi di Brønsted
Il raggio di carica elettrica del protone (8,4075×10−16 m) è enormemente più piccolo rispetto a qualsiasi altro ione positivo: il campo elettrico da esso esercitato è quindi intensissimo. Per questo e per il fatto che, a differenza di altri ioni positivi, non c'è per esso alcun guscio elettronico, il protone libero H+ può avvicinarsi a un'altra specie chimica ed accettare da essa una coppia di elettroni. In tal modo H+ rappresenta quindi il più semplice degli acidi di Lewis ed è fortissimo: può unirsi spontaneamente a qualsiasi specie chimica elettricamente neutra: perfino un atomo di elio può essere protonato esotermicamente (-ΔHr° = 177,8 kJ/mol), generando in tal caso lo ione molecolare HHe+, isoelettronico alla molecola H2 e questo, a sua volta, è il più forte acido di Brønsted conosciuto.
Lo ione H+ libero può essere generato in fase gassosa nella sorgente di uno spettrometro di massa per ionizzazione dell'idrogeno; in tal modo può essere immesso in una trappola ionica e ivi fatto reagire con altre molecole di interesse e generare quindi le corrispondenti specie "protonate" che, in tal modo, divengono acidi di Brønsted: reagendo con una molecola di acqua, ad esempio, si ottiene lo ione H3O+ già menzionato; dall'ammoniaca si ottiene lo ione ammonio NH4+; dal metano, lo ione flussionale metanio CH5+; dall'idrogeno molecolare, lo ione triangolare idrogenonio, H3+, osservato fin dal 1911.
Una branca della chimica si focalizza sulla protonazione in fase gassosa di molecole e sui trasferimenti di protone tra molecola e molecola: in tale ambito, assume particolare importanza l'affinità protonica, definita come la variazione di entalpia, cambiata di segno, della reazione di protonazione della molecola, in quanto tale affinità rappresenta una misura della basicità intrinseca di quella molecola.

## Proprietà quantistiche
Il protone, al contrario di altre particelle come l'elettrone, non è una particella elementare, ma una particella composita costituita da quark e gluoni, legati dal meccanismo chiamato confinamento di colore. Il confinamento è una fenomeno risultante dalla interazione forte, la cui natura è però oscura ed elusiva. Ad esempio, è interessante notare che la grandissima parte, il 99% circa, della massa del protone, come di quella del neutrone, è determinata dall'energia della stessa interazione forte che tiene uniti i quark, piuttosto che dalla loro massa propria. L'intensità della forza nucleare forte decresce al crescere dell'energia delle particelle interagenti, sicché i quark e i gluoni si manifestano come particelle singole solo in collisioni ad alte energie o temperature, alle quali i protoni, come in generale gli altri adroni, fondono formando il plasma di quark e gluoni.
La struttura interna dei protoni è studiata negli acceleratori di particelle attraverso gli urti elastici e anelastici ad alta energia fra protoni e nucleoni e fra protoni e leptoni, come gli elettroni. Da questo tipo di esperimenti, a partire da SLAC, è stato possibile scoprire per la prima volta l'esistenza di particelle interne al protone. Sulla base di questi esperimenti, Feynman formulò il modello a partoni, il primo che tenesse in considerazione la struttura composita del protone. Negli anni successivi, i partoni furono identificati con i quark e i gluoni, le cui interazioni sono descritte dalla cromodinamica quantistica. Dal punto di vista teorico, le funzioni di distribuzione dei quark e dei gluoni codificano la struttura composita del protone.

### Funzione d'onda dei quark
Il protone è formato da tre quark, detti "di valenza" in quanto ne determinano i numeri quantici, come lo spin e la carica elettrica. Ad esempio, sapendo che è formato da due quark up e uno down, che hanno rispettivamente carica elettrica {\displaystyle +2/3} e {\displaystyle -1/3}, è possibile calcolare che la carica elettrica del protone è uguale a {\displaystyle 2/3+2/3-1/3=+1}.
La funzione d'onda del protone deve essere totalmente antisimmetrica rispetto allo scambio di due quark, visto che il protone è un fermione. L'antisimmetria nel caso dei barioni è data dalle componenti di colore, mentre la funzione d'onda per le componenti di sapore e di spin è simmetrica e uguale a
{\displaystyle |p_{\uparrow }\rangle ={\frac {1}{\sqrt {18}}}[2|u_{\uparrow }d_{\downarrow }u_{\uparrow }\rangle +2|u_{\uparrow }u_{\uparrow }d_{\downarrow }\rangle +2|d_{\downarrow }u_{\uparrow }u_{\uparrow }\rangle -|u_{\uparrow }u_{\downarrow }d_{\uparrow }\rangle -|u_{\uparrow }d_{\uparrow }u_{\downarrow }\rangle -|u_{\downarrow }d_{\uparrow }u_{\uparrow }\rangle -|d_{\uparrow }u_{\downarrow }u_{\uparrow }\rangle -|d_{\uparrow }u_{\uparrow }u_{\downarrow }\rangle -|u_{\downarrow }u_{\uparrow }d_{\uparrow }\rangle ]}
dove a ciascun quark up {\displaystyle u} o down {\displaystyle d} è assegnato uno spin up {\displaystyle \uparrow } o down {\displaystyle \downarrow }.

### Il decadimento del protone
In base agli attuali esperimenti di fisica particellare il protone è una particella "stabile", il che significa che non decade in altre particelle e quindi, entro i limiti sperimentali, la sua vita è eterna. Questo fatto è riassunto dalla conservazione del numero barionico nei processi fra particelle elementari. Infatti il barione più leggero è proprio il protone e, se il numero barionico deve essere conservato, esso non può decadere in nessun'altra particella più leggera.
Tuttavia rimane aperta la possibilità che, in tempi molto più grandi di quelli finora osservati, il protone possa decadere in altre particelle. Diversi modelli teorici di grande unificazione (GUT) propongono infatti processi di non conservazione del numero barionico, tra cui proprio il decadimento del protone. Studiando questo eventuale fenomeno sarebbe possibile indagare una regione energetica attualmente irraggiungibile (circa 1×1015 GeV) e scoprire l'esistenza o meno di un'unica forza fondamentale. Per questo motivo nel mondo sono attivi diversi esperimenti che hanno come obiettivo quello di misurare la vita media del protone. Tale evento però, se esiste, è estremamente difficile da osservarsi in quanto richiede apparati molto grandi e complessi per raccogliere un numero sufficientemente grande di protoni e avere una probabilità non trascurabile di rilevare un decadimento. Attualmente esistono solo dei limiti sperimentali per i diversi canali di decadimento, tutti molto maggiori dell'età dell'universo.
Ad esempio, uno dei canali di decadimento maggiormente studiato è il seguente:
{\displaystyle p\to e^{+}+\pi ^{0}}
con un limite inferiore per la vita media parziale pari a 1,6×1033 anni.